# Лейк-Герітедж (Пенсільванія)
Лейк-Герітедж (англ. Lake Heritage) — переписна місцевість (CDP) в США, в окрузі Адамс штату Пенсільванія. Населення — 2158 осіб (2020).

## Географія
Лейк-Герітедж розташований за координатами 39°48′29″ пн. ш. 77°11′19″ зх. д. / 39.80806° пн. ш. 77.18861° зх. д. (39.808166, -77.188489).  За даними Бюро перепису населення США в 2010 році переписна місцевість мала площу 2,37 км², з яких 1,78 км² — суходіл та 0,59 км² — водойми. В 2017 році площа становила 5,39 км², з яких 4,80 км² — суходіл та 0,59 км² — водойми.

## Демографія
Згідно з переписом 2010 року, у переписній місцевості мешкали 1333 особи в 527 домогосподарствах у складі 429 родин. Густота населення становила 563 особи/км².  Було 602 помешкання (254/км²).
Расовий склад населення:
| - 96,0 % — білих - 1,2 % — азіатів - 0,9 % — чорних або афроамериканців - 0,5 % — корінних американців |

До двох чи більше рас належало 1,4 %. Частка іспаномовних становила 2,6 % від усіх жителів.
За віковим діапазоном населення розподілялося таким чином: 19,5 % — особи молодші 18 років, 59,1 % — особи у віці 18—64 років, 21,4 % — особи у віці 65 років та старші. Медіана віку мешканця становила 47,1 року. На 100 осіб жіночої статі у переписній місцевості припадало 105,4 чоловіків;  на 100 жінок у віці від 18 років та старших — 100,9 чоловіків також старших 18 років.
Середній дохід на одне домашнє господарство  становив 104 489 доларів США (медіана — 95 945), а середній дохід на одну сім'ю — 104 238 доларів (медіана — 103 438). Медіана доходів становила 61 146 доларів для чоловіків та 32 308 доларів для жінок. За межею бідності перебувало 0,7 % осіб, у тому числі 0,0 % дітей у віці до 18 років та 0,0 % осіб у віці 65 років та старших.
Цивільне працевлаштоване населення становило 953 особи. Основні галузі зайнятості: освіта, охорона здоров'я та соціальна допомога — 36,2 %, виробництво — 17,2 %, мистецтво, розваги та відпочинок — 8,4 %, фінанси, страхування та нерухомість — 8,1 %.